# Dicranomyia jorgenseni
Dicranomyia jorgenseni är en tvåvingeart som beskrevs av Alexander 1919. Dicranomyia jorgenseni ingår i släktet Dicranomyia och familjen småharkrankar. Inga underarter finns listade i Catalogue of Life.